# Eidgenössisches Sängerfest 1858
Das 8. Eidgenössische Sängerfest fand am 17. bis 19. Juli 1858 in Zürich statt. Somit war Zürich die erste Stadt, die das Sängerfest zum zweiten Mal durchführte, nachdem mehrere andere Städte (Aarau, Chur, Glarus, Burgdorf, Biel, Lenzburg und Solothurn) abgelehnt hatten. Insgesamt nahmen 3450 Sänger in 111 Vereinen teil; dazu kamen 500 Teilnehmer in Gastvereinen aus Deutschland, Österreich und Frankreich. Organisiert wurde das Fest von den beiden Zürcher Männerchören Harmonie und Stadtsängerverein.
Als Festpräsident fungierte Zürcher Regierungsrat Jakob Dubs. Präsident des Preisgerichts war der Komponist Wilhelm Baumgartner, Festdirektor der Gesamtaufführung war der Leiter der Harmonie Ignaz Heim.

## Rangliste
- 1. Preis: Berner Liedertafel
- 2. Preis: Basler Liedertafel
- 3. Preis: nicht verliehen